# Гиллис, Изабель
Изабе́ль Бо́йер Ги́ллис (англ. Isabel Boyer Gillies; род. 9 февраля 1970, Нью-Йорк) — американская актриса и писательница.

## Биография
Изабель Бойер Гиллис родилась 9 февраля 1970 года в Нью-Йорке (штат Нью-Йорк, США) в семье общественных деятелей Арчибальда и Линды Гиллис. Окончила Нью-Йоркский университет со степенью бакалавра.
В 1990—2011 годах Изабель сыграла в 18 фильмах и телесериалах. После окончания кинокарьеры Гиллис занимается писательством, выпустила мемуары «A Year and Six Seconds» в 2011 году и «взрослую» новеллу «Beside Me» в 2013 году.
В 1999—2005 годах Изабель была замужем за профессором ДеСалесом Харрисоном. В этом браке Гиллис родила двух сыновей (род. в декабре 2001 и ~2002—2005).
С 13 октября 2007 года Изабель замужем во второй раз за журналистом Питером Лэттманом, с которым она встречалась 18 месяцев до их свадьбы.

## Избранная фильмография
| Год       |   | Русское название                    | Оригинальное название             | Роль           |
| --------- | - | ----------------------------------- | --------------------------------- | -------------- |
| 1996      | ф | Я стреляла в Энди Уорхола           | I Shot Andy Warhol                | Элисон         |
| 1998      | с | Закон и порядок                     | Law & Order                       | Моника Джонсон |
| 1998      | с | Секс в большом городе               | Sex and the City                  | Илейн          |
| 1999—2011 | с | Закон и порядок: Специальный корпус | Law & Order: Special Victims Unit | Кэти Стэблер   |
| 2000      | с | Улица                               | The $treet                        | Элисон         |